# Schlagschatten (Roman)
Schlagschatten (engl.: Ghosts) ist ein Roman des amerikanischen Autors Paul Auster, der 1986 als Einzelwerk und 1987 als zweiter Teil der New-York-Trilogie veröffentlicht wurde. Die beiden anderen Teile sind Stadt aus Glas und Hinter verschlossenen Türen. Die deutsche Übersetzung von Joachim A. Frank wurde 1989 publiziert. Erzählt wird die Geschichte eines Privatdetektivs, der durch die ständige Beschattung eines Mannes seine Identität verliert und zum Double wird, während der andere durch die Spiegelung an Selbstwahrnehmung gewinnt.

## Inhalt
Die Geschichte, die sich, wie der Erzähler am Schluss bemerkt, vor mehr als dreißig Jahren in New York zutrug, beginnt am 3. Februar 1947 (der Tag, an dem Paul Auster geboren wurde) und erstreckt sich über mehr als ein Jahr.
Der Privatdetektiv Blue bekommt von einem Mann namens White den Auftrag, einen Mann namens Black zu beschatten. Von einer für ihn angemieteten, vollständig eingerichteten und mit Kleidung in seiner Größe ausgestatteten Einzimmerwohnung in der Orange Street im Stadtteil Brooklyn Heights kann er Black im Haus gegenüber beobachten. Dieser macht nichts anderes als morgens und mittags zu schreiben, seine Mahlzeiten zuzubereiten und zu essen, abends zu lesen und gelegentlich Lebensmittel einzukaufen oder in Brooklyn spazieren zu gehen. Der Fall ist rätselhaft für Blue und er spekuliert über die privaten, geschäftlichen oder kriminellen Hintergründe des Falles. Aber er fügt sich in die Pflicht des Auftrags, unterbricht die Kontakte zu seiner Freundin, passt sich dem Tagesablauf Blacks an, schreibt seinen Wochenbericht und erhält dafür einen Scheck. Mehrere Monate vergehen, ohne dass sich wesentliches verändert. „[W]ährend er Black auf der anderen Straßenseite beobachtet, ist es, als blicke Blue in einen Spiegel, und anstatt nur einen anderen zu beobachten, findet er, dass er auch sich selbst beobachtet. Das Leben hat sich für ihn so drastisch verlangsamt, dass Blue nun imstande ist, Dinge zu sehen, die früher seiner Aufmerksamkeit entgangen sind.“ Nicht nur sein Tagesrhythmus, sondern auch seine Wahrnehmung passt sich immer mehr Black an. Er wird sein Spiegelbild: Black besucht eine Buchhandlung und Blue folgt ihm und kauft sich das Buch, das sein Gegenüber gerade liest: Walden von Henry David Thoreau, um etwas über dessen Persönlichkeit zu erfahren. Einmal trifft Black nach einer langen Wanderung in einem Restaurant eine weinende Frau, mit der er offenbar ein Trennungsgespräch führt, und verabschiedet sie vor einem Taxi. In dieser frühen Periode der Überwachung fühlt sich Blue als ambivalentes Wesen: einmal ist er so mit den Gewohnheiten Blacks vertraut, dass er dessen Identität übernimmt und seinen Tagesablauf vorhersehen kann, ein anderes Mal ist er in völliger Einsamkeit weit von seinem Objekt und von seinem eigenen früheren Leben entfernt. In dieser Situation schreibt er an seinen Ausbilder und Mentor Brown, der im Ruhestand in Florida lebt, einen Brief, schildert ihm den Fall und bittet ihn um Rat, doch der will nicht mehr an seine Detektivzeit erinnert werden und schwärmt nur von seinen Hobbys.
Blue merkt, dass er auf sich allein gestellt ist, und nutzt die Freiräume zwischen den Überwachungen, wenn er Black beim Schreiben und Lesen in seiner Wohnung weiß, für eigene Unternehmungen: Er genießt den Frühling am Fluss, besucht Baseballspiele, trinkt in einer nahe gelegenen Bar, wo er die Prostituierte Violet kennenlernt, geht oft ins Kino und schaut sich bevorzugt Kriminalfilme an. Zwei beeindrucken ihn besonders: Goldenes Gift und Ist das Leben nicht schön?. Er versteht sie als eine Botschaft an sich und als Warnung, dass man gegen die Vergangenheit nicht ankommt: „Es kann nie geändert werden, kann nie mehr anders sein.“ Er sucht nach Lösungen für seine Lage in Thoreaus Buch, das für ihn mühsam zu lesen ist und dessen Lektüre er schließlich genervt aufgibt.
Einen Einschnitt, den „Anfang vom Ende“, bewirkt die zufällige Begegnung mit seiner ehemaligen Freundin, der „ehemalige[n] zukünftige[n] Mrs. Blue“, die ihm in der East 26th Street fröhlich am Arm eines anderen Mannes entgegenkommt. Als sie ihn erkennt, beschimpft sie ihn und haut auf ihn ein. Ihm wird bewusst, dass er durch seine Konzentration auf den Fall Black und die Vernachlässigung seiner persönlichen Beziehungen eine Chance vertan hat, glücklich zu werden.
Blue entschließt sich nach diesem Bruch, die Hintergründe seines Auftrags herauszufinden. Am Abgabetag seines Wochenberichts beobachtet er im Postamt Brooklyn das Schließfach 1001. Eine Person mit einer Halloween-Monster Maske holt seinen Brief ab, er verfolgt sie, aber sie entkommt in der Menschenmenge. Mit seinem nächsten Scheck erhält er die Nachricht: „Keine komischen Sachen mehr“. Auch der Verweis nach seinem in einem späteren Bericht verschwiegenen Kontakt mit Black, er solle nicht lügen, bestätigt seinen Verdacht, dass er ebenfalls überwacht wird und er nie frei war: „Wir sind nicht, wo wir sind, sondern […] in einer falschen Lage.“ Aber er weiß jetzt, dass „der Schlüssel zu dem Fall Handeln [ist]“. Er muss, um aus dieser Zwangslage herauszukommen, die Natur des Problems selbst erkennen.
Inzwischen ist es Sommer und Blue sucht mehrmals das Gespräch mit Black. Er dringt immer mehr in dessen Privatsphäre ein: als obdachloser Bettler, Tischnachbar im Restaurant, Bürstenhausierer erhält er jeweils unterschiedliche Informationen. Das erste Mal verkleidet er sich mit weißem Bart und Haar als Obdachloser Jimmy Rose und verwickelt durch eine Bettelei Black in ein Gespräch, in dessen Verlauf ihm dieser drei Geschichten von symbolischer Bedeutung erzählt: Walt Whitmans bei der Autopsie zerbrochenes Gehirn; Whitmans Nachtopf mit dem Ergebnis seiner Kopfarbeit, Nathaniel Hawthornes Erzählung Wakefield, eine Parallelgeschichte zu Blacks und Blues Abschied von ihren Frauen und ihrem Ausstieg aus dem normalen Leben. Black bekennt: „Schreiben ist ein einsames Geschäft. Es nimmt das ganze Leben in Anspruch. In gewissem Sinn hat ein Schriftsteller kein eigenes Leben. Selbst wenn er da ist, ist er nicht wirklich da.“ Ohne Maskierung setzt er sich in einem Restaurant im Algonquin-Hotel in Manhattan an Blacks Tisch. Im Gespräch stellt sich dieser ihm als Privatdetektiv vor und beschreibt die Überwachung seines Nachbarn spiegelbildlich zu Blues Tätigkeit. Den Grund seiner Beschattung erklärt er mit Tränen in den Augen: „Weil er mich braucht […] Er braucht meine Augen, die ihn ansehen. Er braucht mich, um zu beweisen, dass er lebt.“ Die Tränen deuten an, dass er eigentlich von sich selbst spricht. Als „Fuller-Bürsten-Mann“ verkleidet, gelangt Blue anschließend in Blacks Zimmer, das wie das eines Schriftstellers eingerichtet ist. Black sagt, er schreibe schon seit Jahren an einem Buch und müsse immer noch Fehlendes ergänzen.
Blue fühlt sich durch diese Beobachtungen zunehmend eingeengt, träumt davon, wie von Thoreau geschildert, frei und sein eigener Herr zu sein und den ihn daran hindernden Black zu ermorden. Aber er hat Angst vor der Umsetzung dieser Gedanken. Zuerst schleicht er während Blacks Abwesenheit in dessen Zimmer, in die innerste Sphäre seiner Einsamkeit, wie um „in sich selbst einzudringen“. Dabei wird er immer zittriger, bricht bewusstlos zusammen und flüchtet nach seinem Erwachen mit einem Stoß Papieren von Blacks Schreibtisch zurück in seine Wohnung. Dort entdeckt er, dass er seine eigenen wöchentlichen Berichte mitgenommen hat. Black hat offenbar auf der Grundlage seiner Beobachtungen den Roman geschrieben.
Er braucht einige Tage, um sich von dem Schock zu erholen, und kommt zu dem Schluss, dass White und Black zusammenarbeiten. Dann gewinnt er „eine Ähnlichkeit mit seinem früheren Ich“ wieder und geht erneut zu Black. Dieser erwartet ihn bereits mit der Monster-Maske, die der Abholer seines Briefes im Postamt trug, vor dem Gesicht und einem Revolver in der Hand. Er sagt, dass er mit seinem Roman am Ende sei, und erklärt ihm, warum er ihn für seine Arbeit als Beobachter gebraucht hat: „um mich an das zu erinnern, was ich zu tun hatte. Jedes Mal, wenn ich aufblickte, waren Sie da, Sie beobachteten mich, Sie folgten mir, immer in Sichtweite. Sie bohrten ihre Augen in mich. Sie waren die ganze Welt für mich, Blue, ich verwandelte Sie in meinen Tod. Sie sind das Eine, das sich nicht ändert, das Eine, das alles von innen nach außen kehrt.“ D. h. er gewinnt sein eigenes Ich-Gefühl dadurch, dass er von anderen wahrgenommen wird. Es kommt zu einem Schlagabtausch zwischen den beiden. Während Blue Blacks einsame Arbeit und den Verzicht auf sein Privatleben als das Werk eines Narren bezeichnet, entgegnet dieser, er habe wenigstens bewusst gehandelt und eine sinnerfüllte Arbeit gehabt, während er Blue erledigt habe, denn Blue sei „nirgendwo“ und sei vom ersten Tag an verloren gewesen, und jetzt brauche er ihn nicht mehr. In seiner Wut über diese Eröffnung schlägt Blue solange auf Black ein, bis dieser, vielleicht tot, am Boden liegt. Mit seinem Manuskript verlässt er das Zimmer, und als er es liest, kennt er alles schon auswendig, denn der Schriftsteller hat seine Berichte als Material verarbeitet. Offenbar bleibt er der einzige Leser des Romans. Dann verlässt er die Wohnung. Der Erzähler weiß nicht wohin, vielleicht mit dem Zug nach Westen in ein neues Leben oder nach China.

## Form
Austers Schlagschatten wird wegen des Spiels mit der Erzählform und der literarischen Tradition, der Metafiktion und der Intertextualität häufig als Postmoderner Roman bezeichnet.
1. Die Erzählform ist eine Mischung aus personaler Form und Erzählkommentar. Einerseits verfolgt der Leser die Handlungen und Gedanken aus der Perspektive Blues, andererseits mischt sich ein anonymer Erzähler ein, erläutert das Verhalten des Protagonisten und zeigt ein Wissen über den Roman, das nur der Autor haben kann: „Blue hat natürlich keine Ahnung, dass der Fall Jahre dauern wird. […] Es gibt gewisse Dinge, die Blue zu diesem Zeitpunkt unmöglich wissen kann.“ „Es wäre jedoch unfair, ihm Vorwürfe zu machen […] Was er nicht weiß, ist, dass, wenn er die Geduld aufbrächte, das Buch in dem Geiste zu lesen, in dem es gelesen werden muss, sein ganzes Leben sich verändern würde und dass er nach und nach seine Lage voll verstehen würde – das heißt Black, White, den Fall und alles, was ihn selbst betrifft.“ Bereits die ersten Sätze des Romans erinnern an eine Regieanweisung für ein Spiel „Zuerst ist Blue da, später kommt White und dann Black, und vor dem Anfang kommt Brown.“ Dass alle Figuren Farbnamen haben, weist außerdem auf den Modellcharakter der Aufstellung hin. Allerdings ist das Wissen des Erzählers begrenzt und bezieht sich nur auf Blue und den Romanschauplatz. Ob Black die Schlägerei überlebt hat, weiß er nicht, und es bleibt offen, ob der Schriftsteller in Selbstmordabsicht Blue zu dem Angriff provozieren wollte. Auch über das weitere Leben Blues kann der Schriftsteller, der am Schluss zum ersten Mal in der Ich-Form spricht, nur spekulieren.
2. Durchzogen ist die Handlung von einem Geflecht von Bezugstexten (s. Referenztexte), die als Interpretationshilfen dienen. Ein Schlüsseltext ist Blacks Lektüre, Henry David Thoreaus: „Walden. Oder das Leben in den Wäldern“. Während Black Thoreaus Botschaft versteht und umzusetzen versucht, entzieht sich Blue der Zusammenhang mit seiner eigenen Situation. Black erzählt außerdem dem als Stadtstreicher verkleideten Blue drei Geschichten metaphorischen Charakters: Walt Whitmans bei der Autopsie zerbrochenes Gehirn und Whitmans Nachtopf sowie Nathaniel Hawthornes Erzählung Wakefield, eine Parallelgeschichte zu Blacks und Blues Bruch mit ihrer Vergangenheit. Weitere Anekdoten werden in Blues Reflexionen eingeflochten: Der Fall des Leichenbeschauers Gold, der keinen Erfolg bei seinen lebenslangen Recherchen hat, die Herkunft eines ermordeten Jungen herauszufinden. Der Skifahrer, der im Gletscher die jung erhalten gebliebene Leiche seines Vaters findet. Die nach Unfällen erkrankten bzw. verstorbenen Ingenieure der Brooklyn Bridge John und Washington Roebling. Der in der Zuschauermenge einsame schwarze Baseballspieler Jackie Robinson.
3. Die Entwicklung der Beziehung der beiden Protagonisten zu Doppelgängern und das Spiel mit den durch einen Beobachter beeinflussten Wahrnehmungen und hinter Masken und Verkleidungen versteckten Identitäten kann mit Jacques Lacans Theorie des Spiegelstadiums in Verbindung gebracht werden. Paul Auster kennt diese Theorie und hat in einem Interview Lacans „mirror-stage“ erklärt. In der Romanhandlung kommt der Wechselbezug der Protagonisten auch durch Spiegelungen, z. B. die Blicke durchs Fensterglas, zum Ausdruck.

## Entstehungsgeschichte
- „Ghosts“ ist die Umarbeitung von Austers Einakter „Blackouts“ aus dem Jahr 1976.[4]
- „Ghosts“ erschien 1986 als Einzelwerk[5]
- und 1987 als zweiter Teil der New-York-Trilogie.[6]

## Analyse
Schlagschatten ist der abstrakteste und am wenigsten zugängliche Text der Trilogie. In nüchterner Sprache und äußerst reduziertem Text beschreibt Auster Sinnsuche und Identitätsfragen innerhalb der strukturellen Form eines klassischen Detektivromans. Dies nutzt Auster für die Konstruktion eines postmodern abstrakten Spiegelkabinetts sowie für eine Reflexion der Selbstfindung durch das literarische Schreiben. Blue und Black bedingen und ergänzen einander, können auch als Aspekte derselben Person (auch des Autors) betrachtet werden. Initiator ist Black, der die Grundsituation kreiert; Blue ist Blaupause und Gegenspieler, der den Spiegeleffekt mit seinen Beobachtungen auslöst und vertieft. Auster bezieht sich explizit auf Henry David Thoreaus Buch Walden, zitiert das Buch mehrfach als Schlüssel zum Verständnis von Schlagschatten und der Situation seiner Protagonisten. Jedoch ohne dass letztere als einfache Umdichtung des natürlichen in den urbanen Rahmen zu lesen wären. Das Spiel mit Wahrnehmung, Masken und letztlich austauschbaren Namen führt bei Auster zu existentiellen Fragen, und hier lässt sich ein Bezug zu Jacques Lacans Begriff der Spiegelstufe festmachen: Führt die Beobachtung des Beobachters, das daraus resultierende doppelte Bewusstsein, sowie das Schreiben darüber, zur tieferen Erkenntnis der eigenen Identität? Besteht Identität aus dem Bild, das sich die Umwelt von einem bildet? Ein Grundthema Paul Austers, speziell in der New-York-Trilogie.

## Zitat
„In Schlagschatten herrscht der Geist von Thoreau (…) die Idee, ein Leben in Einsamkeit zu führen, sich wie ein Mönch auf sich selbst zurückzuziehen – einschließlich der Gefahren, die das mit sich bringt.“ Paul Auster

## Ausgaben
- The New York Trilogy. Faber&Faber, London 1987. ISBN 0-571-16864-7
  - Übersetzung: Die New-York-Trilogie. Dt. von Joachim A. Frank. Rowohlt, Reinbek 1989. ISBN 3-499-12548-X

## Referenzliteratur
- Henry David Thoreau: Walden. Oder das Leben in den Wäldern. Diogenes Verlag 1979, ISBN 3-257-20019-6.
- Nathaniel Hawthorne: Unheimliche Erzählungen. Patmos Verlag 2007, ISBN 978-3-491-96208-8.
- Walt Whitman: Grashalme. Diogenes Verlag 1985, ISBN 3-257-21351-4.
- Jacques Lacan: Schriften. Quadriga Verlag 1991, ISBN 3-88679-903-4.